# 诺格拉德
诺格拉德，是匈牙利诺格拉德州所辖的一个村。总面积29.54平方公里，总人口1566，人口密度53.0人/平方公里（2011年1月1日）。